# Wufeng (sockenhuvudort i Kina, Hubei Sheng, lat 32,83, long 110,37)
Wufeng (kinesiska: 五峰, 五峰乡) är en sockenhuvudort i Kina. Den ligger i provinsen Hubei, i den centrala delen av landet, omkring 450 kilometer nordväst om provinshuvudstaden Wuhan. Antalet invånare är 22 333. Befolkningen består av 10 521 kvinnor och 11 812 män. Barn under 15 år utgör 16,0 %, vuxna 15-64 år 71 %, och äldre över 65 år 11,0 %.
Runt Wufeng är det ganska tätbefolkat, med 144 invånare per kvadratkilometer. Närmaste större samhälle är Guanyin, 8,1 km norr om Wufeng. I omgivningarna runt Wufeng växer i huvudsak blandskog.
Genomsnittlig årsnederbörd är 976 millimeter. Den regnigaste månaden är augusti, med i genomsnitt 160 mm nederbörd, och den torraste är januari, med 8 mm nederbörd.